# Germán Gamazo
Germán Gamazo y Calvo (Boecillo, Valladolid, 28 de mayo de 1840-Madrid, 22 de noviembre de 1901) fue un abogado y político español, ministro de Fomento durante el reinado de Alfonso XII, cartera que volvería a desempeñar junto a las de Hacienda y de Ultramar durante la regencia de María Cristina de Habsburgo-Lorena.

## Biografía
Nació en Boecillo, provincia de Valladolid, el 28 de mayo de 1840.

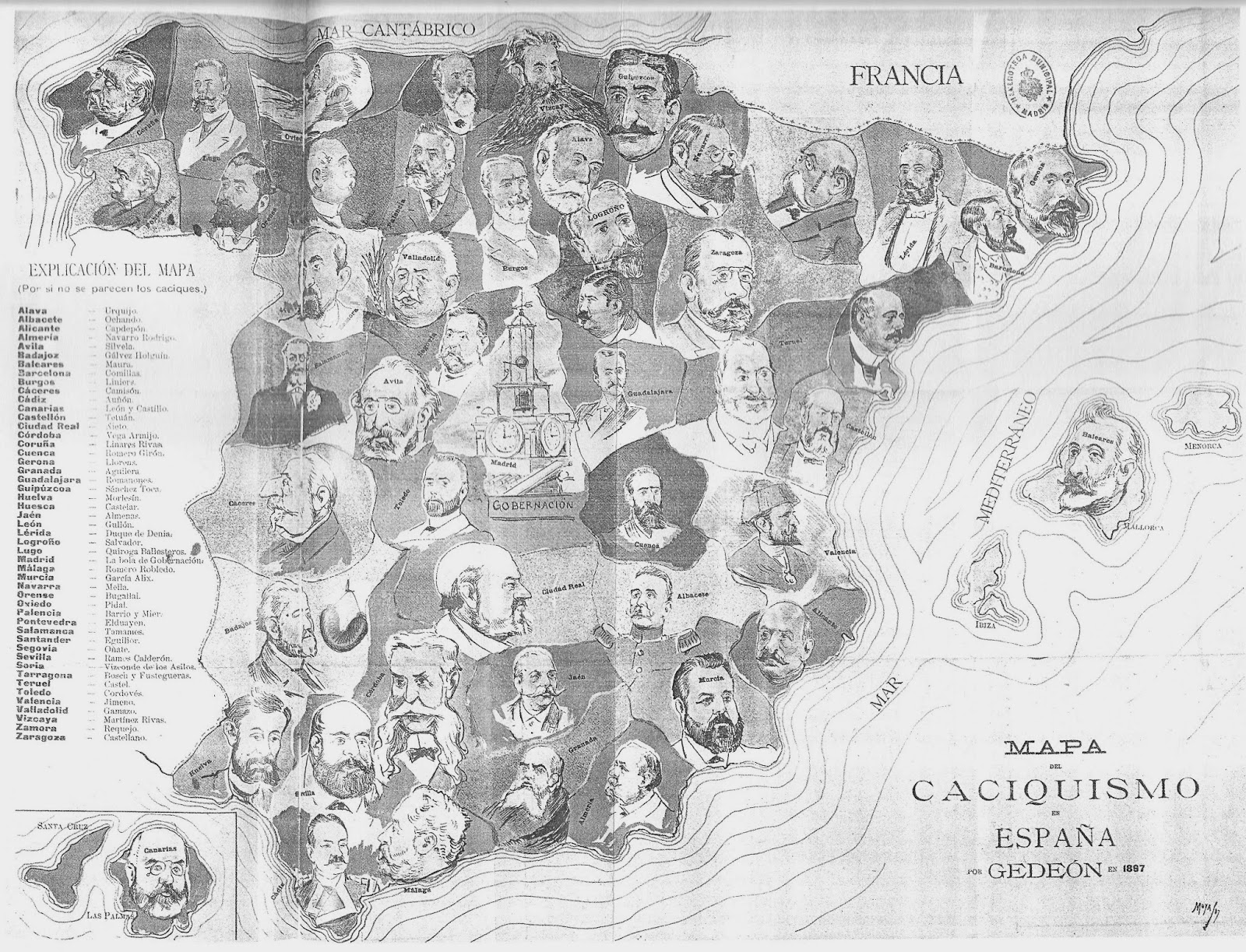
«Mapa del caciquismo en España», por Joaquín Moya; Gamazo en Valladolid.

Tras estudiar Derecho en la Universidad de Valladolid se trasladó a Madrid donde ejerció de abogado en los bufetes de Manuel Silvela y Manuel Alonso Martínez para luego independizarse y montar un despacho propio.
Militante de la Unión Liberal iniciará su carrera política siendo elegido diputado por Valladolid en las elecciones de 1871, escaño que volvería a obtener en los dos siguientes procesos electorales, alejándose de la vida política en 1873 al proclamarse la I República. Con la Restauración vuelve a ser elegido en las elecciones de 1876 como miembro de un grupo centralista capitaneado por Manuel Alonso Martínez y participa en los trabajos de redacción de la Constitución de 1876. Tras incorporarse a las filas del Partido Liberal de Sagasta, participará en las sucesivas elecciones celebradas hasta 1901 siempre por la circunscripción vallisoletana.
Defensor de los intereses del proteccionismo del trigo del campo castellano. Cuñado de Antonio Maura, fueron aliados políticos.

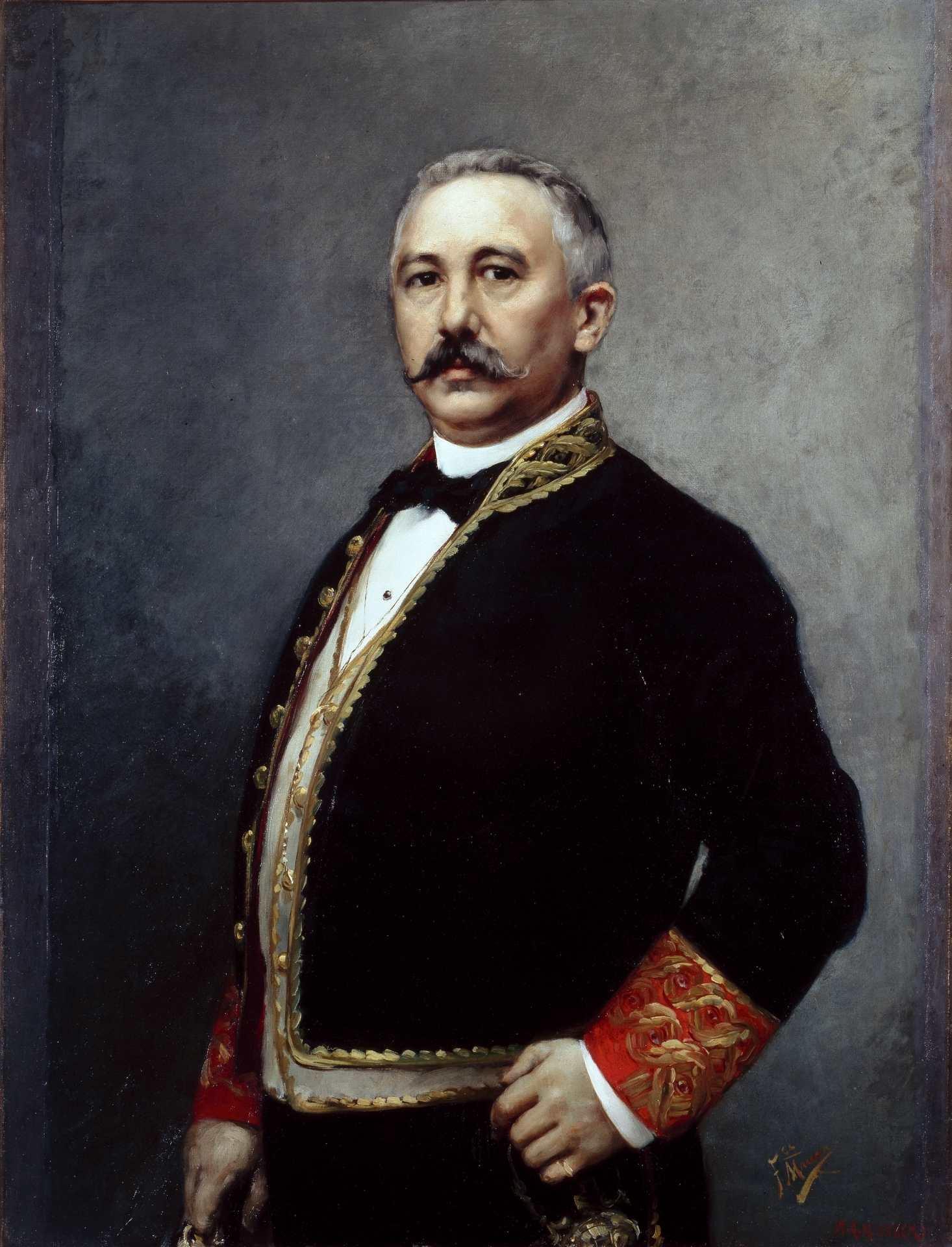
Retrato de Germán Gamazo, por Francisco Maura y Montaner. Ca. 1888-1890. (Museo del Prado, Madrid).

Fue ministro de Fomento entre el 9 de enero y el 13 de octubre de 1883 en un gobierno Sagasta, periodo en el que tuvo que hacer frente al gran revuelo político que provocó su decisión de suprimir unas tasas en las tarifas ferroviarias. 
También ocuparía la cartera de ministro de Ultramar entre el 27 de noviembre de 1885 y el 10 de octubre de 1886 con el mismo presidente de gobierno, aboliendo durante su mandato el patronato de las Antillas, una forma de semiesclavitud.
Gamazo se distanció de Sagasta en el periodo de 1887-1888 cuando varias facciones liberales dejaron de estar bajo el control del presidente. No llegó a romper con él, participando en el “ministerio de notables” como ministro de Hacienda entre el 11 de diciembre de 1892 y el 12 de marzo de 1894, mientras que su cuñado Maura ocupaba la cartera de Ultramar. En esta etapa se produjo la Gamazada, revuelta institucional y popular de Navarra en contra de su pretensión de suprimir su régimen fiscal foral, asimilándolo al general. Esta supresión no se llegó a aplicar porque Gamazo y Maura salieron del gobierno por la reactivación de la guerra en Cuba en 1894. 
Entonces ya formaba un grupo claramente constituido con Maura, que promovían el proteccionismo, el saneamiento de la Hacienda y medidas autonómicas para Cuba. Aun así aceptó volver al gobierno con Sagasta ocupando entre el 18 de mayo y el 22 de octubre de 1898 nuevamente la cartera de Fomento.
Separado definitivamente del Partido Liberal, fundó el periódico El Español, dirigido por Sánchez Guerra.
Antes de morir estaba preparando con Maura la fusión de su partido[¿cuál?] con el Partido Conservador de Francisco Silvela. Su cuñado Maura fue continuador de su obra ideológica.
Falleció el 22 de noviembre de 1901 en Madrid.